# Фукин, Виталий Александрович
Вита́лий Алекса́ндрович Фу́кин (26 марта 1935, Москва — 29 января 2013, Москва) — советский и российский учёный, специалист в области конструирования обуви и проектирования обувных колодок, доктор технических наук, профессор, ректор Московского государственного университета дизайна и технологии (1983—2005). Заслуженный деятель науки и техники РСФСР (1990).

## Биография
Родился в семье служащих. С 1943 года по 1953 год учился в школе № 529 Кировского РОНО г. Москвы.
С 1953 года по 1958 год учился в Московском технологическом институте легкой промышленности (МТИЛП). В 1958—1959 годы Виталий Александрович работал на фабрике «Парижская коммуна», а в 1959—61 годы — в Научно-исследовательском технохимическом институте (НИТХИ).
В сентябре 1961 года поступил в аспирантуру МТИЛП, после окончания которой был распределен на кафедру «Технология изделий из кожи».
3 мая 1967 года защитил кандидатскую диссертацию и был направлен на научную стажировку в Чехословакию. Стажировку проходил на факультете высшей школы в городе Брно и на народном предприятии «Svit».
Пройдя путь от ассистента до ректора университета, с 1969 года по 1976 год работал заместителем декана технологического факультета, в 1976—1978 годы находился на должности старшего научного сотрудника для завершения работы над докторской диссертацией, которую защитил в декабре 1980 года. В 1983 году Виталию Александровичу было присвоено учёное звание профессора. В январе 1981 года он был избран деканом Технологического факультета, в  апреле этого же года — заведующим кафедрой «Технология изделий из кожи». 5 октября 1983 года Виталий Александрович был назначен ректором МТИЛП. В 2005 году был избран президентом РГУ им. А. Н. Косыгина.
Женат, имеет дочь.
Скоропостижно скончался 29 января 2013 года.

## Научная и преподавательская деятельность
За время работы в университете В. А. Фукин подготовил более 40 кандидатов и 8 докторов наук. Под его авторством опубликовано свыше 300 научных статей, 4 учебника и 6 монографий.
В. А. Фукин 20 лет был членом экспертного совета ВАК. В течение ряда лет работал в комитетах по Ленинским премиям и премиям Совета Министров, научно-технических Советов Минлегпрома и Госкомитета по науке и технике. В 1995—2000 гг. профессор Фукин В.А. возглавляет научный совет Министерства науки и технологий Российской Федерации по научно-технической программе «Высокоэффективные технологии развития социальной сферы». В течение многих лет состоял членом редколлегии журнала «Известия Вузов. Технология легкой промышленности», является членом редколлегии «Кожевенно-обувной промышленности».
В 1998 году организовал первый Международный конкурс дизайнеров обуви и аксессуаров «MosShoes-Style», предназначенный для молодых дизайнеров, студенчества высших и средних специальных заведений с целью раскрытия творческого потенциала студентов и популяризации специальности «Конструирование изделий легкой промышленности», «Технология изделий легкой промышленности», а также для организации открытого диалога между потенциальными работодателями и выпускниками вузов.

### Диссертации
- Фукин В. А. Исследование и разработка метода проектирования внутренней формы обуви : автореферат дис. … кандидата технических наук / В. А. Фукин. — М.: МТИЛП, 1967. — 21 с.
- Фукин В. А. Теоретические и методологические основы проектирования рациональной внутренней формы обуви : автореферат дис. … доктора технических наук : 05.19.06 / В. А. Фукин. — М.: МТИЛП, 1980. — 56 с.

### Учебники, учебные пособия
- Конструирование изделий из кожи : учебник / Ю. П. Зыбин, В. М. Ключникова, Т. С. Кочеткова, В. А. Фукин. — М.: Легкая и пищевая промышленность, 1982. — 264 с.
- Основы проектирования прессформ. Проектирование оснастки для формирования обуви : учебное пособие / Фукин В. А. — М.: МТИЛП, 1983. — 72 с.
- Конструктивно-технологические особенности проектирования формованных деталей : учебное пособие по курсу «Основы проектирования технологической оснастки» / В. А. Фукин, В. Д. Карандасова; МТИЛП. — М., 1984. — 45 с.
- Проектирование внутренней формы обуви / В. А. Фукин. — М.: Легпромбытиздат, 1985. — 168 с.
- Проектирование обувных колодок / В. А. Фукин, В. В. Костылева, В. П. Лыба. — М.: Легпромбытиздат, 1987. — 88 с.
- Технология изделий из кожи : учебник для вузов : в 2-х ч. Ч. 1 / В. А. Фукин, А. Н. Калита; под ред. В. А. Фукина. — М.: Легпромбытиздат, 1988. — 272 с.
- Теоретические основы проектирования внутренней формы обуви / В. А. Фукин. - 2-е изд., испр. и доп. — М.: издательство МГАЛП, 2000. — 201 с.
- Текстильные материалы. Производство и строение: Русско-немецкий учебник / Б. Вульфхорст, В. А. Фукин, В. А. Бузов, В. В. Костылева; под грифом УМОлегпром. — М.: ООО НИПКЦ «Восход-А», 2002 — 299 с.
- Развитие теории и методологии проектирования внутренней формы обуви / В. А. Фукин, В. Х. Буй. — М.: Агентство «Социальный проект», 2006. — 214 с.
- Стратегия и тактика инвариантного конструирования, моделирования и оптимизации технических систем / В. А. Фукин, Р. Коллер, А. В. Гусаров А.В. и др. — М., СПб., Аахен, Клагенфурт, Билль-Бинне, Кайзерслаутерн, Пирмазенс: КноРус, 2002.
- Технологические процессы производства изделий легкой промышленности. Часть 1 / В. Ф. Абрамов, В. В. Костылева В.В. и др.; под общей редакцией проф., д. т. н. Фукина В. А. — М.: МГУДТ, 2003. — 572 с.

## Награды, премии
Виталий Александрович Фукин награждён медалью «За трудовую доблесть» (1970), медалью «За доблестный труд» (1971), «Орденом Почёта» (1995).
В 1989 и 1990 годах ему присуждены премии Гособразования за значительные успехи в перестройке содержания учебно-воспитательного процесса.
В апреле 1990 года Фукин В. А. удостоен почётного звания «Заслуженный деятель науки и техники РСФСР». В 1992 году избран действительным членом Российской и международной инженерных академий, в ноябре 1994 года — Международной Академии наук высшей школы, в феврале 1998 года присвоено звание «Европейский инженер-педагог международного общества инженерного образования» (IGIP).
Трёкратный лауреат Премии Правительства РФ: в области науки и техники (2002 и в  2012 году за 2011 год) и образования (2003).
В 2012 году удостоен премии Правительства РФ за разработку научных основ и внедрение в производство импортозамещающих конструкций и технологий изготовления специальной обуви.
Имеет заграничные и общественные награды:
- Государственная награда Республики Польша — Кавалерский крест ордена Заслуг перед Республикой Польша (2004)[2];
- Золотые медали Ассоциации содействия национальной промышленности (Франция) «За динамичное развитие и реализацию новых проектов» (2001);
- Медаль Наполеона (2003);
- Орден «Слава нации» (2005) Международного благотворительного фонда «Меценаты Столетия»;
- Орден имени А. С. Макаренко (2008);
- Орден Святого Даниила третьей степени Российской православной церкви (2005);
- Всероссийская Высшая Национальная Награда Общественного Признания Заслуг и Достижений Граждан орден «Заслуженный гражданин России» (2009).